# Erotomania
Hội chứng Erotomania, hay hội chứng de Clérambault, được liệt kê trong cẩm nang DSM-5 là một hội chứng con của hội chứng rối loạn ảo giác. Đây là một hội chứng bất thường diễn ra ở con người khiến họ bị ảo giác về một ai đó đang ca ngợi hoặc yêu mình. Người mắc hội chứng này thường diễn ra ở các bệnh nhân nữ hay ngại ngùng, dễ phụ thuộc và không có kinh nghiệm tình dục hoặc giới tính. Đối tượng mà ảo giác tạo ra điển hình là các chàng trai không thể với tới được vì địa vị xã hội cao hoặc tình trạng tài chính, hôn nhân hoặc sự không thích thú. Đối tượng mà ảo giác tạo ra này có thể là nhân vật tưởng tượng, người đã mất hoặc người nào đó mà bệnh nhân chưa bao giờ gặp. Suy nghĩ và ảo tưởng về mối quan hệ là thường diễn ra ở nhiều người, như những đối tượng bị hội chứng erotomania thường cho rằng họ được nhận tin từ một người hâm mộ bí mật nào đó ở một sự kiện nào đó. Thông thường, thời điểm bắt đầu hội chứng erotomania là đột ngột, và diễn biến là kinh niên.

## Diễn biến
Erotomania thường diễn ra ở phụ nữ, nhưng nếu diễn ra ở đàn ông, họ thường có xu hướng cư xử bạo lực và hành động như kẻ bám đuôi hơn phụ nữ. Cái chính của hội chứng này là người ta có một quan niệm rằng người khác đang thầm yêu họ. Trong một vài trường hợp, người mắc hội chứng có thể tin rằng một vài người nào đó đều "đang ca ngợi thầm mình". Thông thường, cá nhân có ảo giác mình được yêu bởi một chàng trai không thể đạt được dù quen biết hoặc một người chưa hề gặp. Người mắc hội chứng có thể chứng kiến một số hiệu ứng phụ khác cùng với erotomania, như là sự ảo tưởng về một người, khi mà họ cho rằng người hâm mộ đang bí mật trao đổi tình yêu của mình cho họ qua một phương pháp nhạy cảm và tinh xảo như là đặc điểm thân thể, sự sắp xếp các đồ vật trong nhà, màu sắc, bằng lái xe từ một vị trí cụ thể, và các hành động vô hại khác (hoặc, nếu đối tượng bị hội chứng là một biểu tượng của công chúng, qua bằng chứng trên truyền thông). Một vài ảo giác có thể tột độ hơn như là khái niệm, sự sinh nở, và bắt cóc trẻ em mà chưa từng diễn ra. Đối tượng mà ảo tưởng tạo ra có thể thay đổi theo thời gian, hoặc một số là kinh niên không thay đổi được. Sự phủ nhận là hành động thường thấy ở các bệnh nhân không chấp nhận sự thật rằng đối tượng của họ đã kết hôn, không có thật, hoặc không thích thú mình. Đối tượng này có thể là tưởng tượng hoặc đã mất. Erotomania có hai dạng: sơ cấp và thứ cấp. Erotomania sơ cấp thường được biết đến là hội chứng của de Clerambault và sự mất trí của Old Maid và tồn tại một mình mà không cần bệnh tật, có thể diễn ra bất ngờ nhưng hậu quả là kinh niên. Dạng thứ cấp được tìm thấy ở các hội chứng tâm thần như là tâm thần phân liệt, thường bao gồm ảo tưởng bị khủng bố, và ý tưởng phô trương, diễn ra dần dần ở người bị bệnh. Bệnh nhân thường có bệnh trầm trọng cùng với ảo giác và phản ứng không nhiều đối với trị liệu. Những cá nhân này thường là những người phụ nữ sợ hãi và phụ thuộc mà không có kinh nghiệm giới tính. Những người có ảo giác tái diễn đều đặng sống ít thọ hơn và sự rối loạn này có thể tồn tại mà không được phát hiện bởi người khác qua nhiều năm. Những biểu hiện cư xử rắc rối bao gồm gọi điện, gửi thư và quà, thăm hỏi mà không báo trước hoặc hành động bám đuổi dài hạn.

## Nguyên nhân bệnh
Erotomania có thể là hội chứng tâm thần sơ cấp, hoặc hội chứng của bệnh tâm thần khác. Với erotomania thứ cấp, ảo giác được tạo ra bởi rối loạn tâm thần như là rối loạn lưỡng cực I hoặc tâm thần phân liệt. Hội chứng có thể bị thúc đẩy bởi chất cồn hoặc việc sử dụng thuốc chống suy nhược. Việc hội chứng có thể bị di truyền qua gia đình tổ tiên là có thể xảy ra. Sigmund Freud giải thích erotomania như là một cơ chế phòng vệ để ngăn chặn những xung động đồng tính luyến ái nhưng có thể tạo ra các cảm giác mạnh như sự hoang tưởng, sự phủ nhận. Tương tự, nó được giải thích như là một cách để đối phó với sự cô đơn hoặc sự nhận thức theo sau sự mất mát to lớn. Erotomania có thể được liên kết với sự thúc giục thỏa mãn để đối phó với đồng tính luyến ái hoặc tính tự yêu mình. Một vài nghiên cứu cho rằng có vài sự bất thường ở não của bệnh nhân mắc chứng erotomania như là sự gia tăng không đối xứng thùy thái dương và thể tích não thất to hơn người bình thường.